# Лідери СРСР
Лідери СРСР Протягом 1922 — 1990 років в СРСР діяла однопартійна система. Монопольним правом на політичну владу володіла комуністична партія. Лідер партії фактично прирівнювався до керівника СРСР. Водночас в СРСР існувала також і посада голови держави, але вона мала номінальний статус.

## Співвідношення партійних та державних постів
Посада Генерального секретаря Центрального комітету КПРС була заснована в квітні 1922 і стала фактично найважливішою державною посадою після смерті Володимира Леніна. Незважаючи на те, що юридично вона була пізніше скасована, фактично до того часу Йосип Сталін мав в країні необмежену владу. Формально ж до 1953 він був лише главою виконавчої влади країни (Голова Ради Міністрів). Саме тому змінив його на цій посаді Георгій Маленков, що був негласним наступником Сталіна, став новим лідером і главою держави. Маленков аж до 1955 очолював Раду Міністрів, проте починаючи з обрання на новостворену посаду Першого секретаря КПРС у вересні 1953 поступово набирає політичну вагу Микита Хрущов, який як вважається відіграв провідну роль в усуненні одного з основних конкурентів у боротьбі за владу після смерті Сталіна, Лаврентія Берія. У 1955 році Хрущов зміщує Маленкова з поста Голови Ради Міністрів СРСР і влада остаточно переходить до його рук. З 1958 року і аж до відставки він суміщає посаду Голови Радміну і голови партії.
У подальшому в СРСР пост Голови Ради Міністрів не сприймався як головний державний пост. Юридично (по конституції СРСР) керівниками держави були особи, які призначаються на посаду Голови Президії Верховної Ради СРСР (пізніше - Голови Верховної Ради СРСР). З 1988 цей пост зайняв Михайло Горбачов, що дозволяло йому, будучи фактичним главою держави, бути керівником і партії, і державної влади. Виконавчу владу тоді очолював, займаючи пост Голови Ради Міністрів, Микола Рижков. З 1990 Горбачов поєднував пости Генерального Секретаря і Президента СРСР. Пост Президента змінив пост Голови Верховної Ради як глави держави, залишивши другому лише функції керівника законодавчої влади країни, але не керівника самої держави.

## Керівники політичної партії СРСР
Володимир Ленін, хоча до кінця життя (21 січня 1924 року) de-facto вважався лідером РКП(б), однак офіційно ніколи не був ані генеральним секретарем центрального комітету, ні головою Політичного бюро при ЦК РКП(б).
З утворенням РКП(б) його секретаріат формально виконував головним чином секретарську роботу. З набуттям політичної сили РКП(б) в СРСР, секретаріат поступово залучається до виконання адміністративної роботи. А після смерті Володимира Леніна, як неформального лідера партії, перетворюється в наймогутніший орган як РКП(б), так і СРСР.
Починаючи з 11 лютого 1934 року посаду генерального секретаря ЦК КПРС було скасовано. Однак, неофіційно вважалося, що керівником партії був Йосип Сталін, якого, зазвичай, в офіційних документах перераховували серед різних секретарів ЦК, в основному зверху.
Після смерті Йосипа Сталіна (5 березня 1953 року) неофіційними керівниками партії були Георгій Маленков (5 березня – 14 березня 1953) та Микита Хрущов (14 березня – 7 вересня 1953).
| Російська соціал-демократична робітнича партія(березень 1898 – квітень 1917)                | Російська соціал-демократична робітнича партія(березень 1898 – квітень 1917)                | Російська соціал-демократична робітнича партія(березень 1898 – квітень 1917)                                                | Російська соціал-демократична робітнича партія(березень 1898 – квітень 1917)                | Російська соціал-демократична робітнича партія(березень 1898 – квітень 1917)                | Російська соціал-демократична робітнича партія(березень 1898 – квітень 1917)                | Російська соціал-демократична робітнича партія(березень 1898 – квітень 1917)                                                       |
| Російська соціал-демократична робітнича партія (більшовиків)(квітень 1917 – 8 березня 1918) | Російська соціал-демократична робітнича партія (більшовиків)(квітень 1917 – 8 березня 1918) | Російська соціал-демократична робітнича партія (більшовиків)(квітень 1917 – 8 березня 1918)                                 | Російська соціал-демократична робітнича партія (більшовиків)(квітень 1917 – 8 березня 1918) | Російська соціал-демократична робітнича партія (більшовиків)(квітень 1917 – 8 березня 1918) | Російська соціал-демократична робітнича партія (більшовиків)(квітень 1917 – 8 березня 1918) | Російська соціал-демократична робітнича партія (більшовиків)(квітень 1917 – 8 березня 1918)                                        |
| ------------------------------------------------------------------------------------------- | ------------------------------------------------------------------------------------------- | --- | ------------------------------------------------------------------------------------------- | ------------------------------------------------------------------------------------------- | ------------------------------------------------------------------------------------------- | --- |
| Олена Стасова (1873 – 1966)                                                                 |                                                                                             | Технічний секретар ЦК Квітень 1917 – 1918 (≈ 350 днів)                                                                      |                                                                                             |                                                                                             |                                                                                             | |
| Російська комуністична партія (більшовиків)(8 березня 1918 – грудень 1925)                  |                                                                                             | |                                                                                             |                                                                                             |                                                                                             | |
| Яків Свердлов (1885 – 1919)                                                                 |                                                                                             | Голова Секретаріату ЦК 1918 – 16 березня 1919 (≈ 350 днів)                                                                  |                                                                                             | Олена Стасова (1873 – 1966)                                                                 |                                                                                             | В.о. голови Секретаріату ЦК 16 березня 1919 – 24 березня 1919 (≈ 8 днів)                                                           |
| Микола Крестинский (1883 – 1938)                                                            |                                                                                             | Відповідальний секретар ЦК 24 березня 1919 – 16 березня 1921 (≈ 723 днів)                                                   | В'ячеслав Молотов (1890 – 1986)                                                             |                                                                                             | Відповідальний секретар ЦК 16 березня 1921 – 3 квітня 1922 (383 днів)                       | |
| Йосип Сталін (1878 – 1953)                                                                  |                                                                                             | Генеральний секретар ЦК 3 квітня 1922 – грудень 1925 (≈ 1360 днів)                                                          |                                                                                             |                                                                                             |                                                                                             | |
| Всесоюзна комуністична партія (більшовиків)(грудень 1925 – жовтень 1952)                    |                                                                                             | |                                                                                             |                                                                                             |                                                                                             | |
| Йосип Сталін (1878 – 1953)                                                                  |                                                                                             | Генеральний секретар ЦК грудень 1925 – 11 лютого 1934 (≈ 2972 днів) Секретар ЦК 11 лютого 1934 – жовтень 1952 (≈ 6807 днів) |                                                                                             |                                                                                             |                                                                                             | |
| Комуністична партія Радянського Союзу(жовтень 1952 – 6 листопада 1991)                      |                                                                                             | |                                                                                             |                                                                                             |                                                                                             | |
| Микита Хрущов (1894 – 1971)                                                                 |                                                                                             | Перший секретар ЦК 7 вересня 1953 – 14 жовтня 1964 (4055 днів)                                                              |                                                                                             | Леонід Брежнєв (1906 – 1982)                                                                |                                                                                             | Перший секретар ЦК 14 жовтня 1964 – 8 квітня 1966 (541 днів) Генеральний секретар ЦК 8 квітня 1966 – 10 листопада 1982 (6060 днів) |
| Юрій Андропов (1914 – 1984)                                                                 |                                                                                             | Генеральний секретар ЦК 10 листопада 1982 – 9 лютого 1984 (456 днів)                                                        | Костянтин Черненко (1911 – 1985)                                                            |                                                                                             | Генеральний секретар ЦК 13 лютого 1984 – 10 березня 1985 (391 днів)                         | |
| Михайло Горбачов (1931 – 2022)                                                              |                                                                                             | Генеральний секретар ЦК 11 березня 1985 – 24 серпня 1991 (2357 днів)                                                        | Володимир Івашко (1932 – 1994)                                                              |                                                                                             | Заступник генерального секретаря ЦК 11 липня 1990 – 6 листопада 1991 (483 днів)             | |

## Вищі державні посади СРСР

### Інститут президентства СРСР
| Президент                      | Президент | Термін повноважень (тривалість)             |  | Віце-Президент               | Віце-Президент | Термін повноважень (тривалість)            |
| ------------------------------ | --------- | ------------------------------------------- |  | ---------------------------- | -------------- | ------------------------------------------ |
| Михайло Горбачов (1931 — 2022) |           | 15 березня 1990 — 26 грудня 1991 (651 днів) |  | Геннадій Янаєв (1931 — 2010) |                | 27 грудня 1990 — 4 вересня 1991 (251 днів) |

### Керівники парламенту СРСР
| Голова                                                               | Голова                                                           | Термін повноважень (тривалість)                                                                                                  |                                                                  | Перший заступник голови                                          | Перший заступник голови                                          | Термін повноважень (тривалість)                                  |
| З'їзд рад СРСР(30 грудня 1922 – 17 січня 1938)                       | З'їзд рад СРСР(30 грудня 1922 – 17 січня 1938)                   | З'їзд рад СРСР(30 грудня 1922 – 17 січня 1938)                                                                                   | З'їзд рад СРСР(30 грудня 1922 – 17 січня 1938)                   | З'їзд рад СРСР(30 грудня 1922 – 17 січня 1938)                   | З'їзд рад СРСР(30 грудня 1922 – 17 січня 1938)                   | З'їзд рад СРСР(30 грудня 1922 – 17 січня 1938)                   |
| Голова Президії З'їзду рад СРСР (30 грудня 1922 – 17 січня 1938)     | Голова Президії З'їзду рад СРСР (30 грудня 1922 – 17 січня 1938) | Голова Президії З'їзду рад СРСР (30 грудня 1922 – 17 січня 1938)                                                                 | Голова Президії З'їзду рад СРСР (30 грудня 1922 – 17 січня 1938) | Голова Президії З'їзду рад СРСР (30 грудня 1922 – 17 січня 1938) | Голова Президії З'їзду рад СРСР (30 грудня 1922 – 17 січня 1938) | Голова Президії З'їзду рад СРСР (30 грудня 1922 – 17 січня 1938) |
| -------------------------------------------------------------------- | ---------------------------------------------------------------- | --- | ---------------------------------------------------------------- | ---------------------------------------------------------------- | ---------------------------------------------------------------- | ---------------------------------------------------------------- |
| Михайло Калінін (1875 – 1946)                                        |                                                                  | 30 грудня 1922 – 17 січня 1938 (5497 днів)                                                                                       |                                                                  |                                                                  |                                                                  |                                                                  |
| Верховна Рада СРСР(17 січня 1938 – 26 грудня 1991)                   |                                                                  | |                                                                  |                                                                  |                                                                  |                                                                  |
| Голова Президії Верховної Ради СРСР (17 січня 1938 – 25 травня 1989) |                                                                  | |                                                                  |                                                                  |                                                                  |                                                                  |
| Михайло Калінін (1875 – 1946)                                        |                                                                  | 17 січня 1938 – 19 березня 1946 (2983 днів)                                                                                      |                                                                  | Микола Шверник (1888 – 1970)                                     |                                                                  | 1 лютого 1944 – 19 березня 1946 (777 днів)                       |
| Микола Шверник (1888 – 1970)                                         |                                                                  | 19 березня 1946 – 15 березня 1953 (2553 днів)                                                                                    | Василь Кузнецов (1901 – 1990)                                    |                                                                  | 7 жовтня 1977 – 18 червня 1986 (3176 днів)                       |                                                                  |
| Климент Ворошилов (1881 – 1969)                                      |                                                                  | 15 березня 1953 – 7 травня 1960 (2610 днів)                                                                                      | Петро Демічев (1918 – 2010)                                      |                                                                  | 18 червня 1986 – 1 жовтня 1988 (836 днів)                        |                                                                  |
| Леонід Брежнєв (1906 – 1982)                                         |                                                                  | 7 травня 1960 – 15 липня 1964 (1530 днів) 16 червня 1977 – 10 листопада 1982 (1973 днів)                                         | Анатолій Лук'янов (1930 – 2019)                                  |                                                                  | 1 жовтня 1988 – 25 травня 1989 (236 днів)                        |                                                                  |
| Анастас Мікоян (1895 – 1978)                                         |                                                                  | 15 липня 1964 – 9 грудня 1965 (512 днів)                                                                                         |                                                                  |                                                                  |                                                                  |                                                                  |
| Микола Підгорний (1903 – 1983)                                       |                                                                  | 9 грудня 1965 – 16 червня 1977 (4207 днів)                                                                                       |                                                                  |                                                                  |                                                                  |                                                                  |
| Василь Кузнецов (1901 – 1990)                                        |                                                                  | 10 листопада 1982 – 16 червня 1983 (218 днів) 9 лютого 1984 – 11 квітня 1984 (62 днів) 10 березня 1985 – 2 липня 1985 (114 днів) |                                                                  |                                                                  |                                                                  |                                                                  |
| Юрій Андропов (1914 – 1984)                                          |                                                                  | 16 червня 1983 – 9 лютого 1984 (238 днів)                                                                                        |                                                                  |                                                                  |                                                                  |                                                                  |
| Костянтин Черненко (1911 – 1985)                                     |                                                                  | 11 квітня 1984 – 10 березня 1985 (333 днів)                                                                                      |                                                                  |                                                                  |                                                                  |                                                                  |
| Андрій Громико (1909 – 1989)                                         |                                                                  | 2 липня 1985 – 1 жовтня 1988 (1187 днів)                                                                                         |                                                                  |                                                                  |                                                                  |                                                                  |
| Михайло Горбачов (1931 – 2022)                                       |                                                                  | 1 жовтня 1988 – 25 травня 1989 (236 днів)                                                                                        |                                                                  |                                                                  |                                                                  |                                                                  |
| Голова Верховної Ради СРСР (25 травня 1989 – 26 грудня 1991)         |                                                                  | |                                                                  |                                                                  |                                                                  |                                                                  |
| Михайло Горбачов (1931 – 2022)                                       |                                                                  | 25 травня 1989 – 15 березня 1990 (294 днів)                                                                                      |                                                                  |                                                                  |                                                                  |                                                                  |
| Анатолій Лук'янов (1930 – 2019)                                      |                                                                  | 15 березня 1990 – 4 вересня 1991 (538 днів)                                                                                      |                                                                  |                                                                  |                                                                  |                                                                  |

### Керівники уряду СРСР
| Голова (прем'єр-міністр) | Голова (прем'єр-міністр)                                     | Термін повноважень (тривалість)                              |                                                              | Перший заступник голови (перший віце-прем'єр-міністр)        | Перший заступник голови (перший віце-прем'єр-міністр)        | Термін повноважень (тривалість)                              |
| Рада народних комісарів СРСР(6 липня 1923 – 15 березня 1946) | Рада народних комісарів СРСР(6 липня 1923 – 15 березня 1946) | Рада народних комісарів СРСР(6 липня 1923 – 15 березня 1946) | Рада народних комісарів СРСР(6 липня 1923 – 15 березня 1946) | Рада народних комісарів СРСР(6 липня 1923 – 15 березня 1946) | Рада народних комісарів СРСР(6 липня 1923 – 15 березня 1946) | Рада народних комісарів СРСР(6 липня 1923 – 15 березня 1946) |
| --- | ------------------------------------------------------------ | ------------------------------------------------------------ | ------------------------------------------------------------ | ------------------------------------------------------------ | ------------------------------------------------------------ | ------------------------------------------------------------ |
| Володимир Ленін (1870 – 1924) |                                                              | 6 липня 1923 – 21 січня 1924 (199 днів)                      |                                                              | Валеріан Куйбишев (1888 – 1935)                              |                                                              | 14 травня 1934 – 25 січня 1935 (256 днів)                    |
| Олексій Риков (1881 – 1938) |                                                              | 2 лютого 1924 – 19 грудня 1930 (2512 днів)                   | Микола Вознесенський (1895 – 1950)                           |                                                              | 10 березня 1941 – 15 березня 1946 (1831 днів)                |                                                              |
| В'ячеслав Молотов (1890 – 1986) |                                                              | 19 грудня 1930 – 6 травня 1941 (3791 днів)                   | В'ячеслав Молотов (1890 – 1986)                              |                                                              | 16 серпня 1942 – 15 березня 1946 (1307 днів)                 |                                                              |
| Йосип Сталін (1878 – 1953) |                                                              | 6 травня 1941 – 15 березня 1946 (1774 днів)                  |                                                              |                                                              |                                                              |                                                              |
| Рада міністрів СРСР(15 березня 1946 – 1 лютого 1991) |                                                              |                                                              |                                                              |                                                              |                                                              |                                                              |
| Йосип Сталін (1878 – 1953) |                                                              | 15 березня 1946 – 5 березня 1953 (2547 днів)                 |                                                              | В'ячеслав Молотов (1890 – 1986)                              |                                                              | 15 березня 1946 – 29 червня 1957 (4124 днів)                 |
| Георгій Маленков (1902 – 1988) |                                                              | 6 березня 1953 – 8 лютого 1955 (704 днів)                    | Микола Булганін (1895 – 1975)                                |                                                              | 7 квітня 1950 – 8 лютого 1955 (1768 днів)                    |                                                              |
| Микола Булганін (1895 – 1975) |                                                              | 8 лютого 1955 – 27 березня 1958 (1143 днів)                  | Лаврентій Берія (1899 – 1953)                                |                                                              | 5 березня 1953 – 26 червня 1953 (113 днів)                   |                                                              |
| Микита Хрущов (1894 – 1971) |                                                              | 27 березня 1958 – 14 жовтня 1964 (2393 днів)                 | Лазар Каганович (1893 – 1991)                                |                                                              | 5 березня 1953 – 29 червня 1957 (1577 днів)                  |                                                              |
| Олексій Косигін (1904 – 1980) |                                                              | 14 жовтня 1964 – 23 жовтня 1980 (5853 днів)                  | Анастас Мікоян (1895 – 1978)                                 |                                                              | 28 лютого 1955 – 15 липня 1964 (3425 днів)                   |                                                              |
| Микола Тихонов (1905 – 1997) |                                                              | 23 жовтня 1980 – 27 вересня 1985 (1800 днів)                 | Михайло Первухин (1904 – 1974)                               |                                                              | 28 лютого 1955 – 5 липня 1957 (858 днів)                     |                                                              |
| Микола Рижков (1929 – дотепер) |                                                              | 27 вересня 1985 – 14 січня 1991 (1935 днів)                  | Максим Сабуров (1900 – 1977)                                 |                                                              | 28 лютого 1955 – 5 липня 1957 (858 днів)                     |                                                              |
| |                                                              |                                                              | Йосип Кузьмін (1910 – 1996)                                  |                                                              | 28 лютого 1955 – 5 липня 1957 (858 днів)                     |                                                              |
| Фрол Козлов (1908 – 1965) |                                                              | 31 березня 1958 – 4 травня 1960 (765 днів)                   |                                                              |                                                              |                                                              |                                                              |
| Олексій Косигін (1904 – 1980) |                                                              | 4 травня 1960 – 15 жовтня 1964 (1625 днів)                   |                                                              |                                                              |                                                              |                                                              |
| Дмитро Устинов (1908 – 1984) |                                                              | 13 березня 1963 – 26 березня 1965 (744 днів)                 |                                                              |                                                              |                                                              |                                                              |
| Кирило Мазуров (1914 – 1989) |                                                              | 26 березня 1965 – 28 листопада 1978 (4995 днів)              |                                                              |                                                              |                                                              |                                                              |
| Дмитро Полянський (1917 – 2001) |                                                              | 2 жовтня 1965 – 2 лютого 1973 (2680 днів)                    |                                                              |                                                              |                                                              |                                                              |
| Микола Тихонов (1905 – 1997) |                                                              | 2 вересня 1976 – 23 жовтня 1980 (1512 днів)                  |                                                              |                                                              |                                                              |                                                              |
| Іван Архипов (1907 – 1998) |                                                              | 27 жовтня 1980 – 4 жовтня 1986 (2168 днів)                   |                                                              |                                                              |                                                              |                                                              |
| Гейдар Алієв (1923 – 2003) |                                                              | 24 листопада 1982 – 23 жовтня 1987 (1794 днів)               |                                                              |                                                              |                                                              |                                                              |
| Андрій Громико (1909 – 1989) |                                                              | 24 березня 1983 – 2 липня 1985 (831 днів)                    |                                                              |                                                              |                                                              |                                                              |
| Микола Тализін (1929 – 1991) |                                                              | 14 жовтня 1985 – 1 жовтня 1988 (1083 днів)                   |                                                              |                                                              |                                                              |                                                              |
| Всеволод Мураховский (1926 – 2017) |                                                              | 1 листопада 1985 – 7 червня 1989 (1314 днів)                 |                                                              |                                                              |                                                              |                                                              |
| Юрій Маслюков (1937 – 2010) |                                                              | 5 лютого 1988 – 26 грудня 1990 (1055 днів)                   |                                                              |                                                              |                                                              |                                                              |
| Лев Воронін (1928 – 2006) |                                                              | 17 липня 1989 – 26 грудня 1990 (527 днів)                    |                                                              |                                                              |                                                              |                                                              |
| Нікітін Владилен Валентинович (1936 – 2021) |                                                              | 27 липня 1989 – 30 серпня 1990 (399 днів)                    |                                                              |                                                              |                                                              |                                                              |
| Кабінет міністрів СРСР(26 грудня 1990 – 26 грудня 1991) |                                                              |                                                              |                                                              |                                                              |                                                              |                                                              |
| Валентин Павлов (1937 – 2003) |                                                              | 14 січня 1991 – 22 серпня 1991 (220 днів)                    |                                                              | Володимир Величко (1937 – дотепер)                           |                                                              | 15 січня 1991 – 26 листопада 1991 (315 днів)                 |
| |                                                              |                                                              | Віталій Догужиев (1935 – 2016)                               |                                                              | 15 січня 1991 – 26 листопада 1991 (315 днів)                 |                                                              |
| Комітет з оперативного управління народним господарством СРСР(28 серпня – 20 вересня 1991)Міжреспубліканський економічний комітет СРСР(20 вересня – 14 листопада 1991)Міждержавний економічний комітет СРСР(14 листопада – 26 грудня 1991) |                                                              |                                                              |                                                              |                                                              |                                                              |                                                              |
| Іван Силаєв (1930 – 2023) |                                                              | 6 вересня 1991 – 26 грудня 1991 (111 днів)                   |                                                              |                                                              |                                                              |                                                              |